# جون دايتون
جون دايتون (بالإنجليزية: June Dayton)‏ هي ممثلة أمريكية، ولدت في 24 أغسطس 1923 في الولايات المتحدة، وتوفيت بنفس المكان في 13 يونيو 1994.

## أعمال

### أفلام
- (1970) تورا! تورا! تورا!

## وصلات خارجية
- جون دايتون على موقع IMDb (الإنجليزية)
- جون دايتون على موقع أول موفي (الإنجليزية)
- جون دايتون على موقع قاعدة بيانات برودواي على الإنترنت (الإنجليزية)
- جون دايتون على موقع قاعدة بيانات الفيلم (الإنجليزية)